# E. W. Hornung

Hornung tuổi trung niên.

Ernest William Hornung (sinh ngày 7 tháng 6 năm 1866 - mất ngày 22 tháng 3 năm 1921) là một tác giả và nhà thơ Anh nổi tiếng với tác loạt AJ Raffles câu chuyện về một tên trộm quý ông vào cuối thế kỷ 19 tại London. Hornung đã học tại trường Uppingham; do của sức khỏe kém, ông rời trường vào tháng 12 năm 1883 để đi đến Sydney và ở đó hai năm. Ông đã dựa trên trải nghiệm ở Úc làm bối cảnh khi ông bắt đầu viết những câu chuyện ngắn đầu tiên và tiểu thuyết sau này.
Năm 1898, ông đã viết "In the Chains of Crime", trong đó giới thiệu Raffles và người bạn nối khố của anh ta, Bunny Manders; các nhân vật được dựa một phần vào những người bạn của ông Oscar Wilde và người yêu của mình, Lord Alfred Douglas, và cũng về Sherlock Holmes và bác sĩ Watson. Một loạt các truyện ngắn Raffles đã được tập hợp lại thành sách vào năm 1899, và hai cuốn sách truyện ngắn Raffles tiếp theo, cũng như một cuốn tiểu thuyết ít được độc giả đón nhận. Bên cạnh câu chuyện Raffles của ông, Hornung là một nhà văn tiểu thuyết đồ sộ, xuất bản nhiều tác phẩm từ năm 1890, với A Bride from Bush tới cuốn tiểu thuyết năm 1911 The Crime Doctor.